# Lidiya Krylova
Lidiya Krylova –en ruso, Лидия Крылова– (12 de marzo de 1951) es una deportista soviética que compitió en remo como timonel.
Participó en los Juegos Olímpicos de Montreal 1976, obteniendo una medalla de bronce en la prueba de cuatro con timonel. Ganó una medalla de oro en el Campeonato Europeo de Remo de 1972.

## Palmarés internacional
| Juegos Olímpicos   | Juegos Olímpicos  | Juegos Olímpicos  | Juegos Olímpicos   |
| Año                | Lugar             | Medalla           | Prueba             |
| ------------------ | ----------------- | ----------------- | ------------------ |
| 1976               | Montreal (Canadá) | Medalla de bronce | Cuatro con timonel |
| Campeonato Europeo |                   |                   |                    |
| Año                | Lugar             | Medalla           | Prueba             |
| 1972               | Brandeburgo (RDA) | Medalla de oro    | Ocho con timonel   |